# 宿州市
宿州市（しゅくしゅうし）は、中華人民共和国安徽省北端に位置する地級市。江蘇省、山東省、河南省との境界にある。黄河と淮河が形成する黄淮平原の南端に当たり、淮河流域から連雲港市にかけての淮海経済区の一部をなす。中国の沿海部と内陸部、華北と華南の交流の要衝である。

## 地理
安徽省の最北部に位置し、蚌埠市、淮北市、江蘇省徐州市、江蘇省宿遷市、山東省菏沢市、河南省商丘市に接する。黄淮海平原の中の、東西184.6 km、南北151.2kmの範囲を占めている。総面積9787km²のうち平野は8890km²あまりで全体の91％を占め、残りは若干の丘陵や台地がある。
市域内には新汴河・奎河・濉河など70ほどの河川が流れるが、これらは黄河水系や淮河水系に属している。
宿州市の気候は温帯半湿潤季風気候で、四季ははっきりとし、日射量も十分である。年平均気温は14.3度、無霜期間は約210日、降水量は約880mm。
資源は豊富で淮河以北の安徽省では石炭埋蔵量が最大。市域内は石炭資源があり、様々な種類の大理石は4,000万m³あるとみられ、霊璧奇石は「中国四大奇石」の一つに数えられている。その他、鉄、金、銅などの金属資源、石灰石、白雲石、磁土などの非金属資源も豊富。

## 歴史
宿州の歴史は古く、7000～8000年前の石器時代、ここには人類文明のかがり火が燃えていた。周朝のころは宿国があり、秦に県が置かれた。秦・漢に宿州はすでに「舟車会聚、九州通衢之地」（舟や車が集まり、九州各地へ通じる地）と呼ばれていた。後漢には沛国（現在の沛県付近）に所属し、三国時代には魏の豫州の譙郡に属した。隋には黄河と淮河を結ぶ運河「通済渠」（汴水、大運河の一部）が完成したことで宿州は汴河・淮河流域の交通の枢要で南北を結ぶ軍事の要衝となった。809年（元和4年）、唐により宿州が置かれる。埇橋に宿州の治所が置かれ、符離・虹・蘄・臨渙の4県を管轄した。
1912年に宿州は宿県に改められる。1979年に宿州市が設置され、1992年に宿県が併合され、1998年12月6日に国務院は宿県地区および宿州市を統廃合し、地級市の宿州市とした。
有名な戦い
- 秦末から漢初にかけて発生した中国史上最初の大規模な農民蜂起「陳勝・呉広の乱」は、現在の宿州市域にある大沢郷から始まった。
- 楚漢戦争の最後である「垓下の戦い」が起きたのも宿州市霊璧県にほど近い場所である。ここで「四面楚歌」「覇王別姫」の話が起こったと見られる。
- 南宋の孝宗時期、1163年に宿州で「隆興北伐」という南宋と金の戦いが起こった。孝宗の支持を得た張俊が枢密使に任ぜられた、北進してきた南宋軍を掌握した。金軍は北進してきた南宋軍を撃破し、1164年に南宋と金は「隆興和議（乾道和議）」を結んだ。
- 1948年11月6日から1949年1月10日にかけ、国共内戦での重要な戦いである「淮海戦役」の主戦場ともなり、鄧小平・劉伯承・陳毅などがここで指導を取った。

## 行政区画
1市轄区・4県を管轄下に置く。
- 市轄区：
  - 埇橋区
- 県：
  - 碭山県・蕭県・霊璧県・泗県

| 宿州市の地図                   |
| ------------------------------ |
| 埇橋区 碭山県 蕭県 霊璧県 泗県 |

### 年表
この節の出典
皖北行署区宿県専区
- 1949年10月1日 - 中華人民共和国皖北行署区宿県専区が成立。宿県・霊璧県・泗県・泗洪県・五河県・懐遠県・碭山県・蕭県・永城県が発足。(9県)
- 1950年9月20日 - 宿県の一部が分立し、宿西県が発足。(10県)
- 1950年10月 - 宿県の一部が分立し、宿城市が発足。(1市10県)
- 1950年11月13日 - 宿西県が濉渓県に改称。(1市10県)
- 1952年1月31日 (1市9県)
  - 永城県が河南省商丘専区に編入。
  - 碭山県の一部が河南省商丘専区永城県に編入。
- 1952年5月2日 - 懐遠県の一部が蚌埠市西市区・小蚌埠区に分割編入。(1市9県)
- 1952年7月25日 (1市9県)
  - 滁県専区鳳陽県の一部が懐遠県に編入。
  - 蕭県、山東省徐州市十区の各一部が宿県に編入。
- 1952年8月7日 - 安徽省の成立により、安徽省宿県専区となる。

安徽省宿県専区(1952年-1956年)
- 1952年10月22日 - 平原省湖西専区単県の一部が碭山県に編入。(1市9県)
- 1952年11月25日 - 蕭県・碭山県が江蘇省に編入。(1市7県)
- 1952年12月5日 - 濉渓県の一部が河南省商丘専区永城県に編入。(1市7県)
- 1953年6月25日 - 宿城市が宿県に編入。(7県)
- 1954年11月 - 濉渓県の一部が宿県、河南省商丘専区永城県に分割編入。(7県)
- 1955年1月 - 江蘇省徐州専区蕭県の一部が濉渓県に編入。(7県)
- 1955年2月21日 (8県)
  - 泗洪県が江蘇省淮陰専区に編入。
  - 江蘇省徐州専区蕭県・碭山県を編入。
  - 宿県の一部が蕭県に編入。
- 1955年3月 - 懐遠県の一部が蚌埠市小蚌埠区に編入。(8県)
- 1955年5月 - 淮南市郊区の一部が懐遠県に編入。(8県)
- 1955年8月 - 宿県の一部が濉渓県に編入。(8県)
- 1955年12月 - 霊璧県の一部が泗県に編入。(8県)
- 1956年1月12日 - 宿県専区が滁県専区と合併し、蚌埠専区の発足により消滅。

安徽省宿県地区(1961年-1998年)
- 1961年4月7日 - 蚌埠専区宿県・蕭碭県・霊璧県・五河県・泗県・懐遠県を編入。宿県専区が成立。(6県)
- 1961年12月15日 (8県)
  - 濉渓市郊区の一部が分立し、濉渓県が発足。
  - 蕭碭県の一部が分立し、蕭県・碭山県が発足。
  - 蕭碭県の残部が濉渓市郊区に編入。
- 1963年12月16日 - 宿県の一部が濉渓市郊区に編入。(8県)
- 1964年4月3日 - 淮南市郊区・大通区の各一部が懐遠県に編入。(8県)
- 1964年10月31日 - 宿県・霊璧県・五河県・懐遠県の各一部が合併し、固鎮県が発足。(9県)
- 1964年12月27日 - 懐遠県の一部が阜陽専区鳳台県に編入。(9県)
- 1965年7月1日 - 固鎮県の一部が宿県・懐遠県に分割編入。(9県)
- 1965年8月28日 - 濉渓県の一部が濉渓市に編入。(9県)
- 1965年10月18日 (9県)
  - 蕭県の一部(豆荘村など5カ村)が河南省商丘専区永城県に編入。
  - 碭山県の一部が河南省商丘専区夏邑県に編入。
  - 河南省商丘専区永城県の一部(何寨公社など4カ公社の各一部)が蕭県に編入。
- 1971年3月29日 - 宿県専区が宿県地区に改称。(9県)
- 1976年9月 - 蕭県の一部が淮北市相山区に編入。(9県)
- 1977年1月20日 - 濉渓県が淮北市に編入。(8県)
- 1979年5月10日 - 宿県の一部が分立し、宿州市が発足。(1市8県)
- 1981年4月21日 - 蕭県の一部が淮北市郊区に編入。(1市8県)
- 1983年10月8日 - 懐遠県・固鎮県・五河県が蚌埠市に編入。(1市5県)
- 1985年7月15日 - 淮北市烈山区の一部が宿州市に編入。(1市5県)
- 1992年3月 - 淮北市杜集区の一部が蕭県に編入。(1市5県)
- 1992年11月20日 - 宿州市・宿県が合併し、宿州市が発足。(1市4県)
- 1998年12月6日 - 宿県地区が地級市の宿州市に昇格。

宿州市
- 1998年12月6日 - 宿県地区が地級市の宿州市に昇格。(1区4県)
  - 宿州市が区制施行し、埇橋区となる。

## 経済
農業
作物：農村部ではコムギ、ダイズ、サツマイモ、コーリャン、トウモロコシ、ワタ、アブラナ、ピーナッツ、食用キノコ、果物、野菜の栽培が盛んである。
養殖：農村部ではウシ、ホルスタイン、ヒツジ、ブタ、家禽の養殖が盛んである。
漁業：養殖漁業、釣漁業、網漁業
工業
エネルギー産業及び石炭の採掘、機械の製造、靴・衣料品の製造、紡績、板材加工、食品加工。
サービス業
クラウドコンピューティング。

## 交通

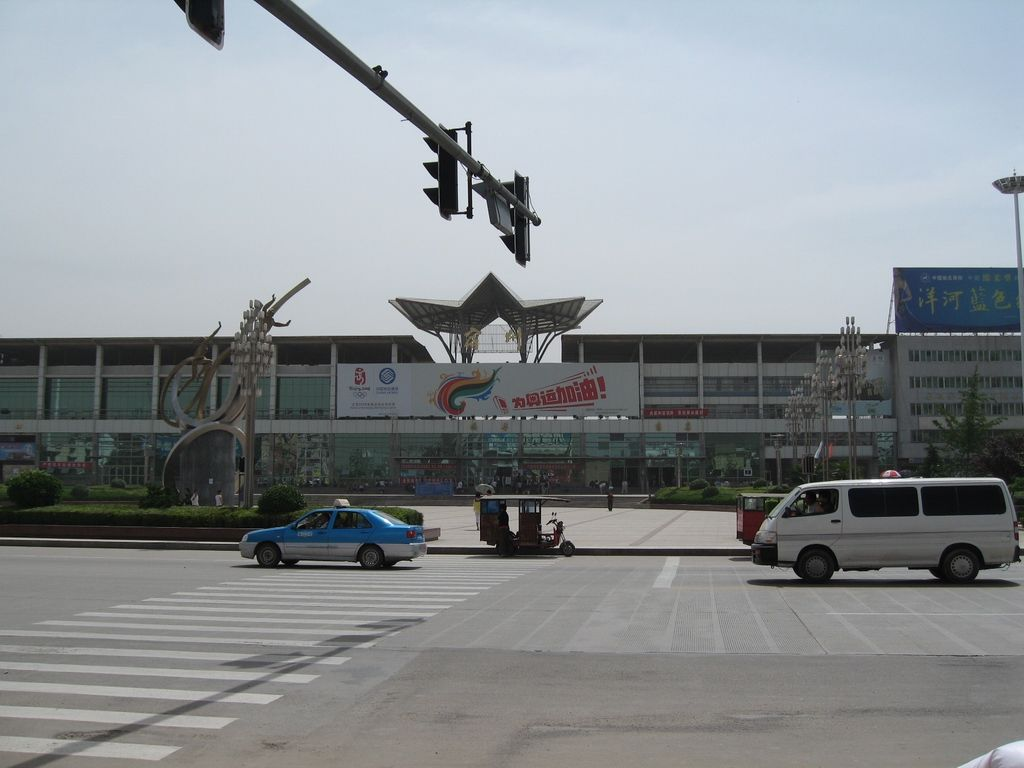
京滬線宿州駅駅舎

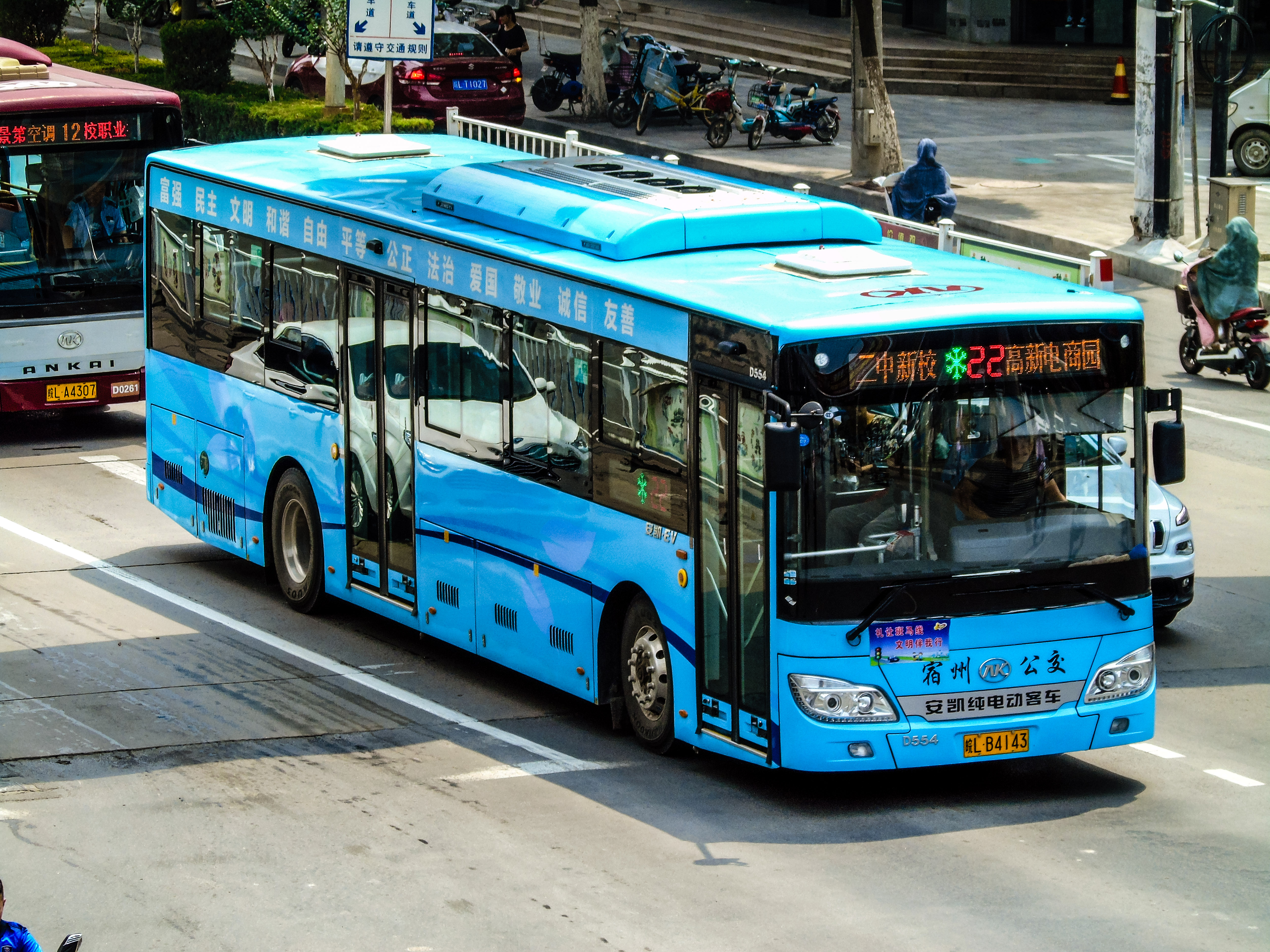
宿州市内の路線バス

宿州は交通が便利で、京滬・隴海鉄道、京滬・徐蘭高速鉄道や、連霍・京台高速道路が縦横に貫いており、国内の大都市と高速道路・高速鉄道で結ばれている。また、宿州市中心部は徐州観音空港までは約100kmの距離となっている。

### 高速鉄道
- 京滬高速鉄道（北京市 - 上海市）：宿州東駅
- 徐蘭旅客専用線（蘭州市 - 徐州市）：碭山南駅、蕭県北駅
- 蕭淮客運連絡線（蕭県 - 淮北市）：蕭県北駅

### 鉄道
- 京滬線（北京市 - 上海市）: 宿州駅
- 隴海線（蘭州市 - 連雲港市）:碭山駅、蕭県黄口駅
- 符夾線（埇橋区符離集鎮 - 徐州市銅山県) :符離集駅、蕭県駅
- 宿淮線（宿州市 - 淮安市) :宿州駅、符離集駅、蒿溝駅、霊璧県、泗県駅

### 高速道路
- 京台高速道路
- 連霍高速道路
- 泗許高速道路
- 徐明高速道路
- 宿揚高速道路
- 済祁高速道路

### 空港
- 宿州空港の建設予定地は埇橋区大店鎮であり、建設申請は2017年3月に中国民用航空局により認可された。[3]
- 最寄りの空港は徐州観音空港。南京禄口国際空港、合肥新橋国際空港にも近い。

## 観光地
- 渉故台：「陳勝・呉広の乱」が起こった場所である。
- 皇蔵峪国家森林公園：彭城の戦いで負けた後の劉邦の隠れ家がある。
- 虞美人の墓：項羽の愛人の虞美人の墓であると伝えられる。ただし、虞美人の首の埋まる場所は同じ省の滁州市定遠県にある。
- 碭山のナシ花：春に500平方キロメートルのナシは白い花が咲く。

## 人物
宿州の文化は多彩で、文化資源も豊富である。閔子騫、嵆康、劉伶、朱温、馬皇后などの人物を輩出している。また、劉裕、劉墉、斉白石の祖籍地でもある。現代では、劉開渠、朱徳群、王子雲、蕭龍士、梅雪峰、李百忍、孫叔平、鄧偉志、楊在葆、劉世龍、李炳淑などが宿州の出身である。
他に劉邦、項羽、李白、白居易、蘇軾、パール・S・バックなどにまつわる歴史遺跡がある。
有名な出身者 
- 閔子騫 - 孔子の弟子、春秋時代の儒学者
- 嵆康 - 竹林の七賢の一人
- 劉伶 - 竹林の七賢の一人
- 劉裕 - 南北朝時代の南朝宋の初代皇帝
- 朱全忠 - 五代後梁の初代皇帝
- 馬皇后 - 明の洪武帝朱元璋の皇后で明の建国を助けた

## 宿州を舞台にした作品
大地：ノーベル文学賞を受賞したパール・S・バックの長編小説（1931年）。